# Ptilodactyloides stipulicornis
Ptilodactyloides stipulicornis là một loài bọ cánh cứng trong họ Ptilodactylidae. Loài này được Motschulsky miêu tả khoa học năm 1856.